# 10385 Аматерасу
10385 Аматерасу (1996 TL12, 1960 MB, 1987 VH, 10385 Amaterasu) — астероїд головного поясу, відкритий 15 жовтня 1996 року.
Тіссеранів параметр щодо Юпітера — 3,310.